# I Will Not Bow
"I Will Not Bow" é uma canção gravada pela banda Breaking Benjamin.
É o primeiro single do quarto álbum de estúdio lançado a 29 de Setembro de 2009 Dear Agony.

## Desempenho nas paradas musicais
| Parada musical (2009)              | Posições |
| ---------------------------------- | -------- |
| Estados Unidos - Rock Songs        | 1        |
| Estados Unidos - Alternative Songs | 5        |
| Estados Unidos - Billboard Hot 100 | 40       |